# ヴィヴィアン・ガールズ
ヴィヴィアン・ガールズ（英語: Vivian Girls）は、アメリカのガールズバンド。

## 来歴
2007年3月、ニューヨークブルックリンで、キャシー・ラモーン （Cassie Ramone、ギター／ヴォーカル）、ケイティ・”キックボール・ケイティ”・グッドマン（Katy "Kickball Katy" Goodman、ベース／ドラムス／ヴォーカル）、フランキー・ローズ（Frankie Rose、ドラムス／ベース／ヴォーカル）の3人によって結成された。バンド名「ヴィヴィアン・ガールズ」はアウトサイダー・アートの代表的な作家ヘンリー・ダーガーのマグヌム・オプス（超大作）、『非現実の王国で』（正式名称は『非現実の王国として知られる地における、ヴィヴィアン・ガールズの物語、子供奴隷の反乱に起因するグランデコ・アンジェリニアン戦争の嵐の物語』）にちなんで名付けられた。結成後間もなくオリジナル曲5曲とWipersのカバー1曲からなるデモ音源を作成し、ブルックリンの他ケイティとキャシーの地元でもあるニュージャージーで活動を始めた。数か月後にはローカルで強い支持を集めるようになり、ジェイ・リータード  (Jay Reatard) 、ソニック・ユース、キング・カーン・アンド・バーベキュー・ショー  (The King Khan and BBQ Show) らのサポート・アクトをつとめるなどローカルシーンを盛り上げた。
2008年3月、 Plays With Dolls レーベルから1stシングル『Wild Eyes』をリリース。プロモーションや販促活動をほとんど行わなかったがアンダーグラウンドで評価され、多数のカレッジラジオのチャートに入りネット上でも好評価を得た。同セッションで録音されたセルフタイトルアルバムは Mauled by Tigers レーベルからリリースされたが、初回のLP盤はわずか10日で完売となった。このころバンドは In The Redレコードと契約し、2008年8月にシングルをリリース。同年10月には Mauled by Tigers レーベルでリリースしたファーストアルバムをLPとCDで発売した。
2008年7月、メンバーチェンジを行い、ドラムスのフランキー・ローズに代わってアリ・コーラー (Ali Koehler) がバンドに加入した。その後2か月間かけてアメリカ、UK、オーストラリア、ニュージーランド、日本、プエルトリコを渡る大型ツアーを敢行した。2009年9月、In The Red からセカンドアルバム『Everything Goes Wrong』をリリース。2010年5月にはアリ・コーラーに代わって Coasting のフィオナ・キャンベル (Fiona Campbell) が3代目のドラマーとして加入。バンドはサード・アルバム『Share The Joy』をひっさげて欧州、UK、タイ、日本、香港、アメリカでのツアーを行った。フィオナはニュージーランド出身で、以前は The Coolies というバンドに参加していたこともある。
ケイティ・グッドマン (Kickball Katy) はキャット・パワーのグレッグ・フォアマン (Gregg Foreman) と共に All Saints Day というサイドプロジェクトを立ち上げセルフタイトルのミニアルバムをデジタルリリースしている他、La Sera というソロプロジェクトでも活動を行っている。またキャシー・ラモーンも Woodsのベーシスト、ケヴィン・モービー  (Kevin Morby) と The Babies というサイド・プロジェクトを行い、2011年と2012年の二度スタジオ・アルバムをリリースしている。フィオナ・キャンベルは Coasting や Chain & The Gang で活動しており、M'Lady's レコードの共同経営者でもある。
英国のノイズポップバンドMale Bondingのデビューアルバム、『Nothing Hurts』に収録されている『Worse to Come』に客演している。
2011年春、オブ・モントリオール、ジャパンドロイズ、ディアフーフらも所属するポリヴァイナル・レコーズから、サードアルバム『Share the Joy』をリリース。
2014年1月、解散を発表。ロサンゼルスのザ・チャーチ・オン・ヨークとブルックリンのデス・バイ・オーディオで解散ライブを行った。
2019年7月17日に、再結成と4枚目のアルバム Memory を同年9月にリリースすることを発表した。

## ディスコブラフィー

### アルバム
| 2008 | Vivian Girls - 1st スタジオ・アルバム - リリース: 2008年9月30日 - レーベル: Mauled by Tigers/In The Red | — | 44 |
| 2009 | Everything Goes Wrong - 2nd スタジオ・アルバム - リリース: 2009年9月8日 - レーベル: In The Red          | — | —  |
| 2011 | Share the Joy - 3rd スタジオ・アルバム - リリース: 2011年4月11日 - レーベル: ポリヴァイナル・レコーズ   | — | —  |
| 2019 | Memory - 4th スタジオ・アルバム - リリース: 2019年9月20日 - レーベル: ポリヴァイナル・レコーズ          | — | —  |

### EP
| 年   | タイトル                          | フォーマット | 備考                      |
| ---- | --------------------------------- | ------------ | ------------------------- |
| 2008 | Live on the Radio (WFMU 9/1/2008) | CD           | 150枚ハンドナンバード仕様 |
| 2009 | Live on the Radio (WFMU 9/1/2008) | LP           | 1000枚                    |

### シングル
| 年   | タイトル曲/               | カップリング曲                 | レーベル                      | フォーマット | 備考            |
| ---- | ------------------------- | ------------------------------ | ----------------------------- | ------------ | --------------- |
| 2008 | Wild Eyes                 | My Baby Wants Me Dead          | Plays With Dolls / Wild World | 7" single    | 4000 copies     |
| 2008 | Tell the World            | I Believe in Nothing & Damaged | Woodsist                      | 7" single    | 3,000 copies    |
| 2008 | I Can't Stay              | Blind Spot                     | In the Red                    | 7" single    | 2,000 copies    |
| 2008 | Surfin Away & Second Date | Girl Don't Tell Me (Wilson)    | Wild World                    | 7" single    | 1000 copies     |
| 2009 | Moped Girls               | Death                          | For Us                        | 7" single    | 1500 copies     |
| 2010 | My Love Will Follow Me    | He's Gone (The Chantels Cover) | Wild World                    | 7" single    | 2000 copies     |
| 2011 | I Heard You Say           | I Won't Be Long                | Polyvinyl                     | 7" single    | RSD 2000 copies |

### その他
- Live at KEXP Vol.5 - "I Can't Stay" (2009)
- Methodist Leisure Inc. freebie funcore punk compilation Short Attention Span - "Snack Attack (Hardcore Mix)" (2009, Methodist)
- The World's Lousy with Ideas: Vol. 8 - "Lake House" (2009, Almost Ready Records)
- Rough Trade Shops: Indiepop 09 - "Moped Girls" (コオペレイティヴ・ミュージック, 2009)
- We Were So Turned On: A Tribute to David Bowie (disc 1) - "John, I'm Only Dancing" (David Bowie cover) (2010, Manimal Vinyl)